# جن‌گیر چوسان
جن‌گیر چوسان (کره‌ای: 조선구마사; لاتین‌نویسی اصلاح‌شده: Joseongumasa) یک مجموعهٔ تلویزیونی کره جنوبی در ژانر ماوراء طبیعی تاریخی است. این مجموعه به کارگردانی شین کیونگ سو و نویسندگی پارک گه اوک است و جانگ دونگ یون، پارک سونگ هون و کام وو سونگ در آن بازی کردند. این مجموعه جنگ خانواده سلطنتی را دنبال می‌کند تا از مردم در برابر ارواح شیطانی که از ضعف‌های انسانی برای نابود کردن چوسان استفاده می‌کنند، محافظت کنند. قسمت اول و دوم در ۲۲ و ۲۳ مارس ۲۰۲۱ ساعت ۲۲:۰۰ (کی‌اس‌تی) از اس‌بی‌اس پخش شد و پس از آن به دلیل اشتباهات تاریخی و وسایل صحنهٔ چینی که باعث واکنش شدیدی از سوی بینندگان کره‌ای شد، پخش آن لغو شد.

## بازیگران

### اصلی
- جانگ دونگ یون در نقش شاهزاده چونگ‌نیونگ
- پارک سونگ هون در نقش شاهزاده یانگ‌نیونگ
  - هونگ دونگ یونگ در نقش جوانی شاهزاده یانگ‌نیونگ
- کام وو سونگ در نقش شاه ته‌جونگ[۴]
- کیم دونگ-جون در نقش بیو ری
- جونگ هه-سونگ در نقش مو هوا، یک شمن
- لی یو بی در نقش او ری، زنی که ولیعهد او را دوست دارد[۵][۶]
- کوم سه-روک در نقش هه یوم، همکار بیو ری[۷]
- سو یونگ هی در نقش ملکه وون‌گیونگ